# جرمی آیرونز
جرمی جان آیرونز (به انگلیسی: Jeremy John Irons) (زاده ۱۹ سپتامبر ۱۹۴۸) بازیگر انگلیسی‌تبار سینمای انگلستان و آمریکا است. او در کُو در جزیره وایت انگلستان زاده شده‌است و برندهٔ جایزه امی، جایزه گلدن گلوب، جایزه اسکار، جایزه تونی و جایزه گیلد شده‌است.

## زندگی

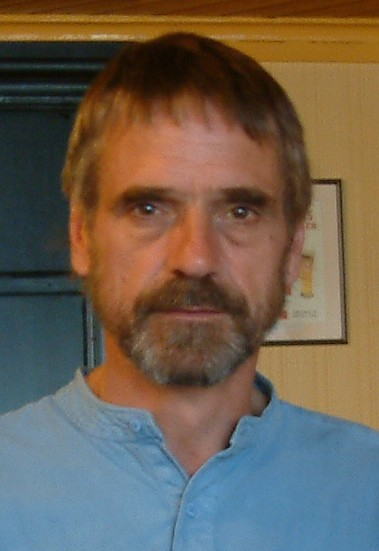
در سال ۲۰۰۶

جرمی جان آیرونز در ۱۹ سپتامبر ۱۹۴۸ در جزیره وایت انگلستان زاده شد. پدرش حسابدار بود. در آغاز قصد داشت دام‌پزشک شود. پس از ترک دانشگاه شربورن، وارد مدرسه هنرهای نمایشی اولد ویک بریستول شد و پس از دو سال آموزش، به این گروه تاتری پیوست. از هم دوره‌های آن زمانش می‌توان به دانیل دی لوییس اشاره کرد. در آن زمان در نمایش‌های متعددی از آثار ویلیام شکسپیر گرفته تا کارهای جو اورتن ظاهر شد.

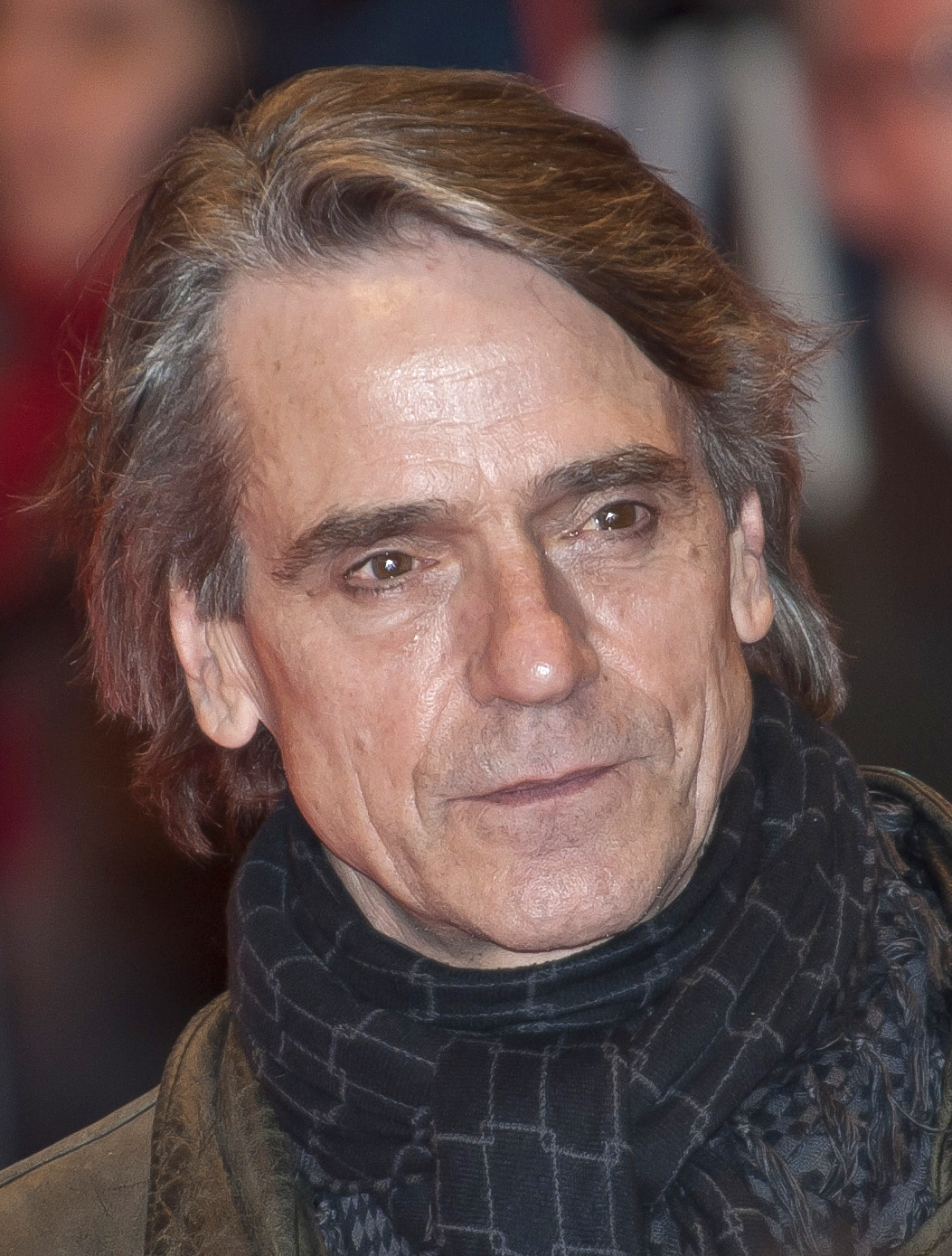
در سال ۲۰۱۲

در سال ۱۹۷۱ به لندن رفت و در آن جا به کارهای مختلفی مثل باغبانی، کف شویی و نصب کاشی دست شویی پرداخت با این حال تلاش برای کسب نقش در تئاتر را کنار نگذاشت. در نمایش موزیکال جذبه الهی با ایفای نقش «یحیای تعمید دهنده»، مورد ستایش قرار گرفت. در سال‌های بعد فعالیتش را در دو حیطه تئاتر و تلویزیون به‌طور موازی ادامه داد. نخستین حضور سینمایی او ایفای نقش فرعی یک طراح رقص در نیژینسکی بود. پس از آن در مجموعه‌ای از اقتباس‌های ادبی-تآتری (عمدتاً در نقش‌های رمانتیک) ظاهر شد. زن ستوان فرانسوی، از رمان جان فاولز)، خیانت (از هارولد پینتر)، اردک وحشی (از نمایش‌نامه مارسل پروست). در این زمان به عقیده منتقدان، هنوز در آثارش از قالب یک بازیگر تئاتر خارج نشده بود. با این وجود نخستین حضورش در برودوی در ۱۹۸۴ در اجرایی از نمایش‌نامه چیز واقعی اثر تام استوپارد در کنار گلن کلوز بود، حضوری که یک جایزه تونی هم برای او به ارمغان آورد. ایفای نقش «گابریل» در مأموریت (فیلم) یک کشیش ژزوییت در اواخر قرن هجدهم در جنگل‌های پرت و دور افتاده برزیل، آغاز دوره تازه‌ای در کارنامه بازیگری او به‌شمار می‌آید. در همین سال هم راه همسر دوم بازیگرش سینید کیوساک (از ۱۹۷۸)، در نقش اصلی چند نمایش شکسپیری از جمله ریچارد دوم برای گروه نمایشی معتبر سلطنتی شکسپیر در لندن ظاهر شد. این فعالیت‌ها در سال بعد (۱۹۸۷)، با حضور او در نقش «پروفسور هنری هیگینز» در نمایش بانوی زیبای من، ادامه یافت. در سال ۱۹۹۰ با ایفای نقش «کلاوس فون بولو» در برگشت‌خوردن بخت، جایزه اسکار بهترین بازیگر نقش اول مرد را به خود اختصاص داد. «فون بولو»، مردی ثروتمند و خوشگذران بود که در سال ۱۹۸۱ متهم به قتل همسر خود شد: زن به حال اغماء افتاده و هنوز هم پس از سال‌ها، در ال بی هوشی به سر می‌برد و در واقع از نظر پزشکی مرده به‌شمار می‌آید. «فون بولو» از سوی دادگاه به سی سال زندان محکوم شد. اما در ۱۹۸۵ درخواست تجدید نظر کرده و به یاری وکیلی زبردست از زندان نجات یافت. خود آیرونز در مصاحبه‌ای از دیوید کراننبرگ به عنوان بهترین کارگردانی که با او کار کرده، یاد کرد. با دیدن دو فیلم مشترک آیرونز و کراننبرگ، یعنی شباهت کامل و م. باترفلای، به راحتی می‌توان با او هم رأی شد. در شباهت کامل نقش دوگانه دانشمندان دوقلو، «الیوت» و «بورلی»، را به عهده داشت؛ دوقلوهایی که دارای خصایصی متفاوت بودند، در حالی که «الیوت» اجتماعی و خوش گذران بود، «بورلی» شخصیتی منزوی و درون‌گرا داشت. با این حال به رغم این تفاوت‌های ظاهری، در طول فیلم دو برادر، آرام آؤام، مشخصه‌هایی که آنان را از یک دیگر جدا می‌کرد، را از دست دادند و به هم نزدیک شدند، تا جایی که در انتها تشخیص آن دو از یکدیگر غیرممکن به نظر می‌رسید. نقش آفرینی آیرنز به ویژه در نقش «بورلی» معتاد که در آستانه فروپاشی روانی قرار می‌گیرد، بی نقص بود. کراننبرگ در گفتگویی اشاره می‌کند که ایفای این دو نقش در آن واحد نیاز به قدری حالت اسکیزوفرنی داشت که او آن را در شخصیت سینمایی آیرونز دیده بود (گذشته از این که ایفای نقش‌های دوگانه برای آیرونز با سابقه کارش در زن ستوان فرانسوی حیطه ناآشنایی نبود). او به خاطر بازی در این فیلم جایزه بهترین بازیگر منتقدان فیلم نیویورک را به خود اختصاص داد. در م. باترفلای، نقش بغرنج و پیچیده دیگری را به عهده داشت. دیپلماتی فرانسوی که در پکن با یک زن جوان خواننده اپرا روابطی پیدا کرده و در نهایت در می‌یابد که او مردی جاسوس بوده‌است در خسارت، به لحاظ خصایص فیزیکی (مثل سیمای سنگی و رسوخ ناپذیرش) و هم چنین سبک بازیگری اش، برای تجسم بخشیدن به احساسات و تمایلات درونی مردی متشخص که شیفته محبوبه پسرش شده، انتخاب مناسبی به نظر نمی‌رسید. در فیلم کافکا، نقش «فرانتس کافکا» را به عهده داشت که وارد فضای گوتیک رمان‌های خودش شده. در واقع او در این‌جا نه نقش خود «کافکا» بلکه نقش شخصیتی دیرجوش و منزوی، با دل شوره‌ها و پریشانی‌های درونی و تفکرات کافکایی را به عهده داشت. صدای بم، آمرانه، عمیق و متمایزش که (مثل سایر بازیگرانی که از تئاتر به سینما آمده‌اند) از عوامل تشخیص او به‌شمار می‌آید، در فیلم نقاشی متحرک بلند شیر شاه به شخصیت «اسکار»، شیر خبیث فیلم جان می‌بخشید. او به لحاظ ویژگی‌های فیزیکی اش، مثل چهره سرد و بی‌حالت و صدای نافذ، برای ایفای نقش شخصیتی خبیث، انتخابی ایدئال می‌نمود. جان مک تیرنان، در فیلم جان‌سخت با تمام نیرو، با سپردن نقش شخصیتی منفی فوق‌العاده با هوش و باوقار ولی شیطان صفت فیلم به او، از این امکان بالقوه وی به خوبی استفاده کرد. آیرونز در این فیلم نقش «سیمون»، برادر شخصیت خبیث اولین فیلم از این سری یعنی «هانس» (با بازی آلن ریکس) را به عهده داشت. در لولیتا گر چه موفق به زدودن خاطره بازی درخشان جیمز میسن در نسخه ۱۹۶۲ استنلی کوبریک از اذهان نشد، اما به نوبه خود و به ویژه با بهره‌گیری از طنز سیاهی که آن را در ارائه شخصیت «کلاوس فون بولو» نیز به گونه‌ای دیگر نمایانده بود، توانست تصویری متفاوت از این عاشق پریشان حال و سرگشته زمان ولادیمر ناباکوف ارائه دهد. سبک بازیگری آیرونز، به همان اندازه که تحسین فراوان برانگیخته، انتقاداتی را نیز به دنبال داشته‌است. بعضی او را بازیگری متکی به «گفتگو» می‌دانند که هنوز از پس زمینه تآتری خود جدا نشده‌است، برخی خرده گیران نیز او را بازیگری می‌دانند که به تنهایی قادر به پیش بردن فیلم نیست و همواره نیازمند حضور بازیگری پرتوان در کنارش (مثل رابرت دنیرو در مأموریت (فیلم) و گلن کلوز در برگشت‌خوردن بخت) است. اما مسلماً حضور او در نقش‌هایی درونی و پیچیده مثل شباهت کامل و کافکا، که در آن‌ها با بازیگرانی برجسته‌ای نیز هم راه نبوده را می‌توان خط بطلانی بر این‌گونه ادعاها دانست.

## گزیدهٔ نقش‌آفرینی‌ها
جرمی آیرونز بازیگر تئاتر و سینمای انگلیسی، در زمینهٔ فیلم‌های فانتزی و علمی-تخیلی هم سابقهٔ درخشانی دارد. او را با صدای قوی و خشنش می‌شناسند.
همچنین او در اقتباس سینمایی سال ۱۹۸۹ از دنی قهرمان دنیا کار رولد دال و در ۲۰۰۴ به عنوان سوروس اسنیپ در هجویهٔ کمیک ریلیف بر هری پاتر شرکت کرده‌است.
| سال  | نام اثر                          | نقش                     | کارگردان                       | یادداشت                                     |
| ---- | -------------------------------- | ----------------------- | ------------------------------ | ------------------------------------------- |
| ۱۹۸۰ | نیژینسکی                         |                         | هربرت راس                      |                                             |
| ۱۹۸۱ | زن ستوان فرانسوی                 |                         | کارل رایس                      |                                             |
| ۱۹۸۱ | باری دیگر برایدزهد               | چارلز رایدر             | چارلز استاریج مایکل لیندزی-هاگ | ۱۱ قسمت                                     |
| ۱۹۸۲ | شب‌کاری                           |                         | یژی اسکولیموفسکی               |                                             |
| ۱۹۸۳ | خیانت                            |                         | دیوید جونز                     |                                             |
| ۱۹۸۴ | اردک وحشی                        |                         | سافران                         |                                             |
| ۱۹۸۴ | سوان عاشق                        |                         | فولکر شلوندورف                 |                                             |
| ۱۹۸۶ | ماموریت                          |                         | رولند جافه                     |                                             |
| ۱۹۸۸ | شباهت کامل                       |                         | دیوید کراننبرگ                 |                                             |
| ۱۹۸۹ | گروه کر عدم تأیید                |                         | مایکل وینر                     |                                             |
| ۱۹۹۰ | برگشتن بخت                       |                         | باربت شرودر                    |                                             |
| ۱۹۹۱ | کافکا                            |                         | استیون سودربرگ                 |                                             |
| ۱۹۹۲ | آسیب                             |                         | لویی مال                       |                                             |
| ۱۹۹۲ | سرزمین آب                        |                         | استیون جیلنهال                 |                                             |
| ۱۹۹۳ | ام. باترفلای                     |                         | دیوید کراننبرگ                 |                                             |
| ۱۹۹۴ | شیرشاه                           | اسکار                   | راجر آلرز و راب مینکاف         | صداپیشهٔ                                     |
| ۱۹۹۳ | خانه اشباح                       |                         | بیله آگوست                     |                                             |
| ۱۹۹۵ | جان‌سخت ۳                         |                         | جان مک‌تیرنان                   |                                             |
| ۱۹۹۶ | زیبایی ربوده‌شده                  |                         | برناردو برتولوچی               |                                             |
| ۱۹۹۷ | لولیتا                           |                         | آدریان لین                     | هامبرت هامبرت                               |
| ۲۰۰۰ | سرزمین اژدها                     | پروفیون جادوگر سیاه     | کورتنی سولومون                 |                                             |
| ۱۹۹۸ | مردی با نقاب آهنین               | آرامیس                  | رندال والاس                    |                                             |
| ۱۹۹۸ | شباهت کامل                       | بورلی و الیوت منتل      | کراننبرگ                       |                                             |
| ۲۰۰۱ | فرشته چهارم                      | جک الگین                |                                |                                             |
| ۲۰۰۲ | ماشین زمان                       | اوبر مورلوک             | گور وربینسکی و سایمون ولز      | اقتباس از داستان ماشین زمان اثر اچ. جی. ولز |
| ۲۰۰۳ | قلمرو داود: حماسه بنی‌اسرائیل     | کارل بایکر و میچ ویلسون | راوی مستند                     |                                             |
| ۲۰۰۵ | قلمرو بهشت                       | تایبریوس                | ریدلی اسکات                    |                                             |
| ۲۰۰۶ | اراگون                           | بروم                    | کریستوفر پائولینی              | اقتباس سینمایی اراگون                       |
| ۲۰۱۳ | قطار شبانه لیسبون                | بیله آگوست              |                                |                                             |
| ۲۰۱۵ | مردی که بی‌نهایت را می‌دانست       | گادفری هارولد هاردی     | متیو براون                     |                                             |
| ۲۰۱۶ | بتمن در برابر سوپرمن: طلوع عدالت | آلفرد جی پنی ورث        | زاک اسنایدر                    |                                             |
| ۲۰۱۶ | بهترین آن‌ها                      |                         |                                |                                             |
| ۲۰۱۷ | لیگ عدالت                        | آلفرد جی پنی ورث        |                                |                                             |
| ۲۰۱۸ | گنجشک سرخ                        | فرانسیس لارنس           | ژنراچ کورچنو                   |                                             |
| ۲۰۱۸ | بهتر است فرار کنیم               | گاریسون کورتیس          |                                |                                             |
| ۲۰۲۱ | لیگ عدالت زک اسنایدر             | آلفرد جی پنی ورث        | زک اسنایدر                     |                                             |
| ۲۰۲۱ | مونیخ – لبه جنگ                  | نویل چمبرلین            | کریستین شوخو                   |                                             |
| ۲۰۲۱ | خانه مد گوچی                     | رودولفو گوچی            | ریدلی اسکات                    |                                             |
| ۲۰۲۴ | زنبوردار                         | والاس وستوایلد          | دیوید آیر                      |                                             |